# Gräfingründer Teich
Der Gräfiggründer Teich, auch Grauer Teich, ist ein Stauteich in Sachsen-Anhalt. Aufgestaut wird der Büschengraben. Der Teich ist Teil des Flächendenkmals Unterharzer Teich- und Grabensystem.

## Beschreibung
Der Stausee liegt zwischen Straßberg (Harz) und Breitenstein auf Straßberger Gemarkung in Sachsen-Anhalt. Er gehört zu den ältesten künstlichen Staugewässern in Deutschland und ist der zumindest zweitälteste noch existierende Stauteich Deutschlands. Der Name leitet sich vom Gräfingrund ab – dem Ort, an dem der Teich liegt.
Die Dammkrone ist auf 470 m ü.NN. Der Damm hat eine Länge von etwa 75 Meter, die Teichfläche beträgt bei Vollstau 14.484 m². Die ursprüngliche Staukapazität von 30.000 m³ dürfte durch die starke Verlandung, die Tiefe beträgt nur noch maximal 6 Meter, nicht mehr gegeben sein.
Die Entwässerung erfolgt durch den Büschengraben sowie den Schindelbrücher Kunstgraben, der heute trockengelegt ist.

## Geschichte
Die genaue Bauzeit ist nicht bekannt, die erste urkundliche Erwähnung stammt aus dem Jahr 1320. Erwähnt wird, dass der Teich bereits 1310 bestand.
Ursprünglich wurde der Teich wohl als Fischteich genutzt, bevor ab spätestens 1610 (zweite urkundliche Erwähnung) eine Umwidmung zum Kunstteich erfolgte. Anschluss an das Unterharzer Teich- und Grabensystem erhielt der Teich 1703/1704, als unter Leitung von Georg Christoff von Utterodt der Schindelbrücher Kunstgraben, welcher später den Möllerteichgraben kreuzte, vom Gräfingründer Teich zum Faulen Pfützenteich erbaut wurde.
Nach dem Ende des Bergbaus wurde der Graben trockengelegt und der Teich verlandete langsam. Ab 1900 wurde hieraus ein beliebter Badeteich – anfangs auch zum Angeln genutzt. Auf Grund der abgeschiedenen Lage, idyllisch mitten im Wald, war der Gräfingründer Teich mit seinem teilweise leicht felsigen Ufer auch fürs FKK-Baden beliebt. Der Bau eines Wohngebäudes für den Forstverwalter auf der Liegewiese und die Absperrung des Dammes im Jahre 2010 beendete diese Nutzungsmöglichkeit und stieß in der Region auf Unverständnis. Die Baugenehmigung für das außerhalb der Ortslagen befindliche Gebäude wurde vor der Ausweisung als Denkmal erteilt, nachdem große Waldflächen im mittleren Unterharz an einen Privateigentümer verkauft wurden.